# Persecución a los cristianos en el Nuevo Testamento
La persecución a los cristianos en el Nuevo Testamento es una parte importante de la narrativa del Cristianos primitivos que describe a la iglesia primitiva como perseguida por sus creencias heterodoxas por un establecimiento judío en la provincia de Judea romana. El Nuevo Testamento, especialmente el Evangelio de Juan, se ha interpretado tradicionalmente como un relato cristiano del el rechazo fariseo de Jesús y de las acusaciones a los fariseos de la responsabilidad de la su crucifixión. Los Hechos de los Apóstoles describen casos de persecución de los primeros cristianos por parte del Sanedrín, el tribunal religioso judío.

## Contexto básico
Este relato de persecución forma parte de un tema general de persecución anticristiana tanto por parte de los romanos como de los judíos, que comienza con el rechazo fariseo del ministerio de Jesús la expulsión de los mercaderes del Templo, y continúa con el juicio ante el Sumo Sacerdote, la crucifixión, y la negativa de los fariseos a aceptarle como el Mesías judío. Este tema desempeña un papel importante en varias doctrinas cristianas que van desde la liberación de los cristianos de obedecer la Ley del Antiguo Testamento hasta el mandamiento de predicar a «todas las naciones» (es decir, tanto a gentiles como a judíos) pasando por los conceptos del supersesionismo.

## Persecuciones en Lucas-Hechos
Lucas-Hechos contiene numerosas referencias y episodios de persecuciÃ³n contra los cristianos, llevada a cabo principalmente por judÃos y autoridades romanas. Como historiografía, el consenso de los eruditos es que Lucas-Hechos presenta una imagen sesgada de las penurias a las que se enfrentó la Iglesia primitiva. Aunque se han encontrado pruebas de incidentes aislados, no existen pruebas históricas de una persecución sistemática de los primeros cristianos ni por parte de los judíos ni de los romanos. durante el periodo en que probablemente se compusieron los Hechos de Lucas. La supuesta falta de fiabilidad histórica de Lucas-Hechos no ha impedido, sin embargo, que los estudiosos se pregunten qué propósito tiene la persecución en la narración y qué sugiere la presentación que Lucas-Hechos hace de la persecución acerca de las motivaciones del autor. Entre las posibles explicaciones de la finalidad de la persecución en Lucas-Hechos se han incluido: retratar el cristianismo como una no amenaza para los romanos contrastando el movimiento con una comunidad judía disruptiva; elaborar una polémica para desacreditar la crítica del cristianismo; y proporcionar aliento en tiempos de penuria.

### Evangelio de Lucas
El Evangelio de Lucas contiene algunos ejemplos explícitos de persecución contra los cristianos. Hay varios pasajes que mencionan dificultades venideras para los seguidores de Jesús y Jerusalén, que los eruditos creen que prefiguran las penurias a las que se enfrentarán los cristianos en Hechos.  Por ejemplo, mientras que el Mateo (13:53-58) y el Marcos (6:1-6) tienen versiones del rechazo de Jesús en su ciudad natal, Lucas (4:14-30) dedica mucho más tiempo al episodio que los otros evangelios. S. G. Wilson sugiere que esto podría dejar entrever la posterior persecución por parte de los judíos y el rechazo de la misión judía por una misión gentil en Hechos (13:46). En Lucas, Jesús habla de «gente [que] odia» y «os difama por causa del Hijo del Hombre» y compara el sufrimiento de sus seguidores con el de anteriores profetas (6:22-23 NRSV).  Jesús dice más tarde que «no teman a los que matan el cuerpo y después de eso no pueden hacer nada más» (12:4 NRSV).
La principal excepción a estas referencias menos directas a la persecución es la Narración de la pasión en 22:1-23:56. Los sumos sacerdotes y escribas judíos conspiran para matar a Jesús (22:1-6), lo arrestan (22:47-52), lo interrogan ante el Sanedrín y luego lo llevan ante el prefecto romano Poncio Pilato (22:66-23:1). Jesús es interrogado por Pilato (23:3-5), «Herodes» (se cree que es Agripa I) (23:6-12), condenado a muerte (23:21-25), crucificado, muerto y enterrado (23:26-56). Los eruditos consideran que la descripción que hace Lucas de Pilato es clave para comprender la opinión que tenía el autor de Lucas-Hechos sobre el Imperio romano.

### Hechos de los Apóstoles
Los Hechos de los Apóstoles, que narran la historia del Iglesia cristiana primitiva, contienen multitud de episodios que ponen de relieve la persecución. La mayoría de estos conflictos se producen entre cristianos y judíos, aunque hay ejemplos de persecución por parte de gentiles (como los dueños del esclavo adivino en 16:16-24) y romanos (28:16). Aunque Kelhoffer y Wilson han argumentado que existe un patrón intencionado de persecución dirigida por judíos en Lucas-Hechos, existen dudas significativas sobre la exactitud histórica del retrato que hace Lucas-Hechos de las relaciones entre cristianos y judíos y sobre el alcance (ya fuera dirigido a grupos judíos específicos o a los «judíos» en su conjunto) y la seriedad con que debía tomarse esta polémica.
El sistema judicial romano aparece en gran medida en los últimos capítulos, cuando San Pablo es llevado a juicio ante varios funcionarios diferentes. Pablo es juzgado mediante el procedimiento de cognitio extra ordinem, en el que el magistrado romano participa en todas las partes del juicio, desde la recogida de pruebas hasta la inquisición y el juicio. Un sistema similar puede verse en la carta 10.96 de Plinio el Joven
- 4:3-22, 5:17-42: Pedro y Juan son arrestados por saduceos, interrogados por el Sanedrín y azotados (sólo 5:40).
- 6:8-8:1: Esteban es arrestado por «el pueblo... los ancianos y los escribas» (6:12 NRSV), interrogado ante el Sanedrín y apedreado hasta la muerte, desencadenando una «severa persecución contra la iglesia de Jerusalén» (8:1).
- 8:3, 9:2: Saulo (cuyo nombre romano era Pablo) encarcela a muchos cristianos.
- 9:23-24, 20:19, 23:12-14: Los judíos conspiran para matar a Pablo.
- 12:1-5: El rey Herodes (se cree que es Agripa I) ejecuta a Santiago y encarcela a Pedro.
- 13:44-51: Pablo y Bernabé son expulsados de Antioquía.
- 14:5-6: Judíos y gentiles intentan sin éxito apedrear a Pablo y Bernabé.
- 14:19-20: Los judíos apedrean a Pablo casi hasta la muerte.
- 16:16-24: Pablo y Silas son azotados y encarcelados por gentiles en Filipos.
- 17:1-15: Pablo y otros son expulsados de sucesivas ciudades por los judíos.
- 18:12-17: Pablo es obligado a comparecer ante el procónsul romano Galope en Aquea, quien desestima el caso como una disputa interna.
- 19:23-41: Los adoradores del Artemisa en Éfeso se amotinan contra Pablo y sus compañeros, pero no resultan heridos.
- 21:27-28:30: En su último viaje a Roma, Pablo es llevado por los judíos de Jerusalén para ser asesinado, pero es rescatado por soldados romanos que lo encarcelan. Testifica ante el Sanedrín (22:30-23:11) y ante el gobernador Antonio Félix en Caesarea (24:1-27) antes de utilizar su condición de ciudadano romano (22:29) para que su caso sea escuchado por el emperador.

### Opiniones de romanos y judíos
Aunque se han ofrecido pruebas tanto para argumentar la visión positiva de los Hechos de Lucas sobre el Imperio romano como para lo contrario, los eruditos tienden a ver los Hechos de Lucas como pro-romanos y los analizan como si hubieran sido escritos pensando en un público romano (aunque no exclusivamente). Temas lukanianos más amplios, como la misión gentil, que pretendía extender el cristianismo más allá de la diáspora judía, apoyan esta lectura.
Incluso cuando los estudiosos señalan pasajes que simpatizan con los judíos, existe un amplio acuerdo en que una fuerte vena antijudía recorre Lucas-Hechos, aunque no siempre sea coherente. Debido a que estos pasajes se han utilizado a lo largo de la historia para justificar el antisemitismo, estudiosos como Luke T. Johnson han intentado matizar el retrato de los judíos tanto presentando una dicotomía menos homogénea de «cristianos» frente a «judíos» como contextualizando la polémica dentro de la retórica del debate filosófico contemporáneo, mostrando cómo las escuelas de pensamiento rivales insultaban y calumniaban rutinariamente a sus oponentes. 
Estos ataques eran formulistas y estereotipados, elaborados para definir quién era el enemigo en los debates, pero no se utilizaban con la expectativa de que sus insultos y acusaciones se tomaran al pie de la letra, como ocurriría siglos más tarde. Además, Lucas-Hechos ciertamente tiene en alta estima los textos judíos, a los que hace referencia repetidamente en relación con Jesús y otros, lo que pone en duda las interpretaciones de que Lucas-Hechos intenta divorciarse por completo de su herencia judía.
y cómo utiliza la persecución para argumentar sus afirmaciones. Estas interpretaciones incluyen:

#### Contraste entre judíos y cristianos
S. G. Wilson ha argumentado que Lucas-Hechos se compuso para presentar el cristianismo como una forma más pacífica del judaísmo a la audiencia romana (en parte) de los libros. Señala la profunda reverencia de Lucas-Hechos por las escrituras judías y su confianza en ellas para legitimar a Jesús y la misión de la iglesia (cf. Lucas 3:4-6, Hechos2:17-21) como prueba de la conexión continua del autor con la herencia judía, incluso cuando el autor ve como objetivo futuro del cristianismo extenderse a los gentiles. Wilson argumenta que en los Hechos, los judíos aparecen repetidamente provocando problemas tanto a los cristianos como a las autoridades romanas (cf. 17:6-7, 18:13, 24:12-13), y los cristianos acusados son repetidamente declarados inocentes por las autoridades romanas, a menudo mostrando cómo defendían tanto las leyes romanas como las judías (cf. 23:6, 24:14-21, 26:23, 28:20) y eran, por tanto, moralmente superiores a sus acusadores.

#### Arma retórica contra los críticos
Kelhoffer dedica parte de su libro Persecución, persuasión y poder a argumentar que la persecución en Lucas-Hechos es utilizada por el autor para lograr tres cosas: (1) cuestionar la legitimidad de los acusadores, (2) confirmar la legitimidad de los fieles acusados, y (3) derivar legitimidad para la audiencia gentil del autor que podría estar sufriendo su propia persecución. Por ejemplo, en el relato del martirio de Esteban, éste vincula a sus acusadores con los que se resistieron a Moisés (Hechos 7:51-53), y su muerte es paralela a la de Jesús (Hechos 7:59-60). Hechos 28:25-28 también proporciona un fuerte estímulo y validación para los lectores gentiles, mientras que Hechos 9:4-5 establece un vínculo directo entre los perseguidos y Jesús, lo que acusa aún más a cualquier crítico o perseguidor del cristianismo. Kelhoffer ve que el autor de Lucas-Hechos convierte la deshonra de la persecución en un honor, situando a los que sufren «por causa del Hijo del Hombre» (Lucas 6:22 RVRN) en el legado de la historia de la salvación del Antiguo Testamento y de Israel.